# Acutisoma
Acutisoma is een geslacht van hooiwagens uit de familie Gonyleptidae.
De wetenschappelijke naam Acutisoma is voor het eerst geldig gepubliceerd door Roewer in 1913. 

## Soorten
Acutisoma omvat de volgende 20 soorten:
- Acutisoma acutangulum
- Acutisoma banhadoae
- Acutisoma cruciferum
- Acutisoma discolor
- Acutisoma hamatum
- Acutisoma iguapense
- Acutisoma indistinctum
- Acutisoma inerme
- Acutisoma inscriptum
- Acutisoma intermedium
- Acutisoma longipes
- Acutisoma marumbicola
- Acutisoma molle
- Acutisoma monticola
- Acutisoma patens
- Acutisoma perditum
- Acutisoma proximum
- Acutisoma thalassinum
- Acutisoma unicolor
- Acutisoma viridifrons